# Piper enganyanum
Piper enganyanum är en pepparväxtart som beskrevs av Trel. & Yunck.. Piper enganyanum ingår i släktet Piper och familjen pepparväxter. Inga underarter finns listade i Catalogue of Life.